# Kallisthenes
Kallisthenes, död omkring 327 f. Kr., var en grekisk historiker.
Kallisthenes var frände till Aristoteles och deltog som officiell historiograf i Alexander den stores fälttåg. Hans opposition mot kungens orientaliska härskarlater medförde onåd, fångenskap och avrättning. Kallisthenes verk om Alexandertåget, som antika kritiker ansågs vara en otillförlitlig panegyrik, gick tidigt förlorat. Under hans namn går en sengrekisk historisk roman om samma ämne, vilken under romartiden blev ytterst populär.